# Buje (Słowenia)
Buje – wieś w Słowenii, gmina Pivka. 1 stycznia 2017 liczyła 54 mieszkańców.